# Pedro Rangel Haro
Pedro Rangel Haro (Guadalajara, 13 de diciembre de 1979) es un deportista mexicano que compite en natación adaptada. Ganó cuatro medallas en los Juegos Paralímpicos de Verano entre los años 2004 y 2016.

## Palmarés internacional
| Juegos Paralímpicos | Juegos Paralímpicos     | Juegos Paralímpicos | Juegos Paralímpicos |
| Año                 | Lugar                   | Medalla             | Prueba              |
| ------------------- | ----------------------- | ------------------- | ------------------- |
| 2004                | Atenas (Grecia)         | Medalla de bronce   | 100 m braza SB5     |
| 2008                | Pekín (China)           | Medalla de oro      | 100 m braza SB5     |
| 2012                | Londres (Reino Unido)   | Medalla de bronce   | 100 m braza SB5     |
| 2016                | Río de Janeiro (Brasil) | Medalla de bronce   | 100 m braza SB5     |